# Laredo Ranchettes
Laredo Ranchettes es un lugar designado por el censo ubicado en el condado de Webb en el estado estadounidense de Texas. En el Censo de 2010 tenía una población de 22 habitantes y una densidad poblacional de 14,5 personas por km².

## Geografía
Laredo Ranchettes se encuentra ubicado en las coordenadas 27°29′28″N 99°21′36″O / 27.49111, -99.36000. Según la Oficina del Censo de los Estados Unidos, Laredo Ranchettes tiene una superficie total de 1.52 km², de la cual 1.5 km² corresponden a tierra firme y (0.85%) 0.01 km² es agua.

## Demografía
Según el censo de 2010, había 22 personas residiendo en Laredo Ranchettes. La densidad de población era de 14,5 hab./km². De los 22 habitantes, Laredo Ranchettes estaba compuesto por el 100% blancos, el 0% eran afroamericanos, el 0% eran amerindios, el 0% eran asiáticos, el 0% eran isleños del Pacífico, el 0% eran de otras razas y el 0% pertenecían a dos o más razas. Del total de la población el 100% eran hispanos o latinos de cualquier raza.